# Dave Williams (Desperate Housewives)
 Dave Williams  es el personaje ficticio de la serie Desperate Housewives de la ABC y es interpretado por Neal McDonough. 
Dave Williams es el nuevo vecino que llega en el primer episodio de la quinta temporada como el nuevo esposo de Edie Britt, así como el portador del misterio de dicha temporada.

## 5 Años de Salto
En los 5 años que Edie estuvo fuera de Wisteria Lane, conoció a Dave en una convención de inmobiliaria. Pronto se enamoraron, y, por razones misteriosas, Dave fue muy insistente en que ambos fueran a vivir a la antigua casa de Edie.

## Quinta temporada
Dave da la impresión de ser buena persona, y de ser el único hombre capaz de contener a Edie. Pero poco a poco se deja entrever que gracias a un pasado oscuro terminó atacando violentamente a gente, acto que lo llevó a ser analizado por un buen psiquiatra, que le receta medicinas.
Conforme la historia avanza se descubre que Dave fue insistente en vivir ahí, pues quiere lastimar a Mike. Así mismo, sus planes se ven amenazados con la reveladora llegada de su psicólogo, a quien términa asesinando para luego incendiar el lugar en dónde cometió el crimen.
No todos creen que Dave es bueno, por eso Karen McCluskey moviliza a los vecinos a creer que Dave oculta algo. Así, Karen induce a Edie a que investigue sobre su esposo. Mientras Edie investiga, se descubre, en un giro dramático, que la niña y la esposa que murieron en el accidente de Susan y Mike, eran la esposa e hija de Dave (quien se llamaba David Dash), así que Dave busca venganza contra Mike por ser culpable de la muerte de sus familiares, pese a que fue un accidente.
La historia sigue desenvolviéndose, y Edie descubre toda la verdad, convirtiéndose en un peligro para Dave, quién decide asesinarla asfixiandola.. 
Justo cuando la tiene en sus manos la suelta antes de quitarle por completo el aliento y ella sale corriendo, sube a su auto y se estrella en un poste de luz, donde muere electrocutada. 
Ya fallecida Edie, Dave se deprime, y Susan intenta reanimarlo con su particular y despistada forma de ser.. Le comenta a Dave que no se culpe por la muerte de Edie, ya que ella sabe lo que es sentir culpa, y le confiesa que la noche del accidente donde murieron su esposa y su hija, ella era quien manejaba, pero como no cargaba su licencia de conducir, Mike tomó la responsabilidad.. 
Obviamente Susan se lo dijo a Dave sin saber que ellas eran su familia.. 
Por lo que Dave a partir de ese momento, quiere vengarse de Susan, dándole en donde más quiere, en su hijo MJ (hijo de ella y Mike) .
- Datos: Q950111
- Multimedia: Desperate Housewives / Q950111